# Psallendum
Psallendum. Salmo responsorial de la Liturgia hispánica, correspondiente al Gradual de la Romana. Suele ir muy adornado con largos y complicados melismas.
En los ejemplos más antiguos el psallendum tiene una estructura responsorial, como lo tiene el gradual primitivo en el canto gregoriano: el lector incoa la respuesta que el pueblo o el coro va a repetir, a lo que el pueblo o el coro responden con la repetición. La estructura melódica sigue una línea modal que comienza con un íncipit a una quinta o cuarta bajo el tenor melódico, sobre el que se silabea el resto del versículo. Si el texto es largo y se divide en varios hemistiquios, aparece una flexa entre ellos, y, al final, una cadencia que vuelve a bajar a la quinta o cuarta inicial.
A continuación, el cantor continúa con el siguiente versículo del salmo, al que vuelve a responder el pueblo o el coro con el versículo inicial.
Estos versículos cantados en solitario por el cantor o lector son los que, poco a poco, van adquiriendo adornos: largos melismas para el lucimiento del intérprete, que se desarrollan sobre las sílabas largas. Ya en época mozárabe, el psallendum es cantado seguido por cantor y coro, sin respuesta del pueblo, perdiendo así su estructura responsorial.
- Datos: Q6089610